# Xã Vermillion, Quận Dakota, Minnesota
Xã Vermillion (tiếng Anh: Vermillion Township) là một xã thuộc quận Dakota, tiểu bang Minnesota, Hoa Kỳ. Năm 2010, dân số của xã này là 1.192 người.